# Milano Bergamo
Milano Bergamo è un singolo della cantante italiana Mietta, pubblicato il 16 luglio 2021 con doppia etichetta Artist First e Dafra.

## Descrizione
Il brano è stato composto da Karin Amadori, Vincenza Casati e Valerio Carboni e prodotta da quest'ultimo e vuole essere al contempo un segno leggero e deciso ad essere liberi di essere se stessi di piacersi e di esprimere la propria sensualità. Mietta lo definisce un testo libero alle conclusioni finali poiché non serve necessariamente spiegare una canzone; ognuno la filtra con la propria sensibilità.

## Video musicale
Il video musicale, diretto da Mauro Russo, vede l'utilizzo del bianco e nero che dona particolare atmosfera al video.